# شبكة دماغية واسعة النطاق
الشبكات الدماغية واسعة النطاق هي عبارة عن مجموعة مناطق دماغية واسعة الانتشار تُظهر اتصالا وظيفيا بينها، يمكن رصده بالتحليل الإحصائي لإشارة التصوير المغناطيسي الوظيفي، أو طرق التسجيل الأخرى مثل تخطيط أمواج المداغ تصوير مقطعي بالإصدار البوزيتروني وتخطيط الدماغ المغناطيسي.
ظهر في العلوم العصبية نموذج يقول بأن المهام الإدراكية لا تعالجها مناطق الدماغ بالعمل بشكل فردي منعزل عن بعضها البعض، ولكنها تعمل عن طريق شبكات عصبية تتكون من عدة مناطق دماغية منفصلة تشريحيا لكن يُعتقد أنها متصلة وظيفيا، بسبب النشاط المترابط والمتزامن بينها، ويمكن قياس هذا الاتصال الوظيفي عبر إشارات الدماغ الديناميكية، كما يمكن أيضًا تحديد مناطق الدماغ المتزامنة باستخدام التحليل المكاني للمكونات المستقلة،

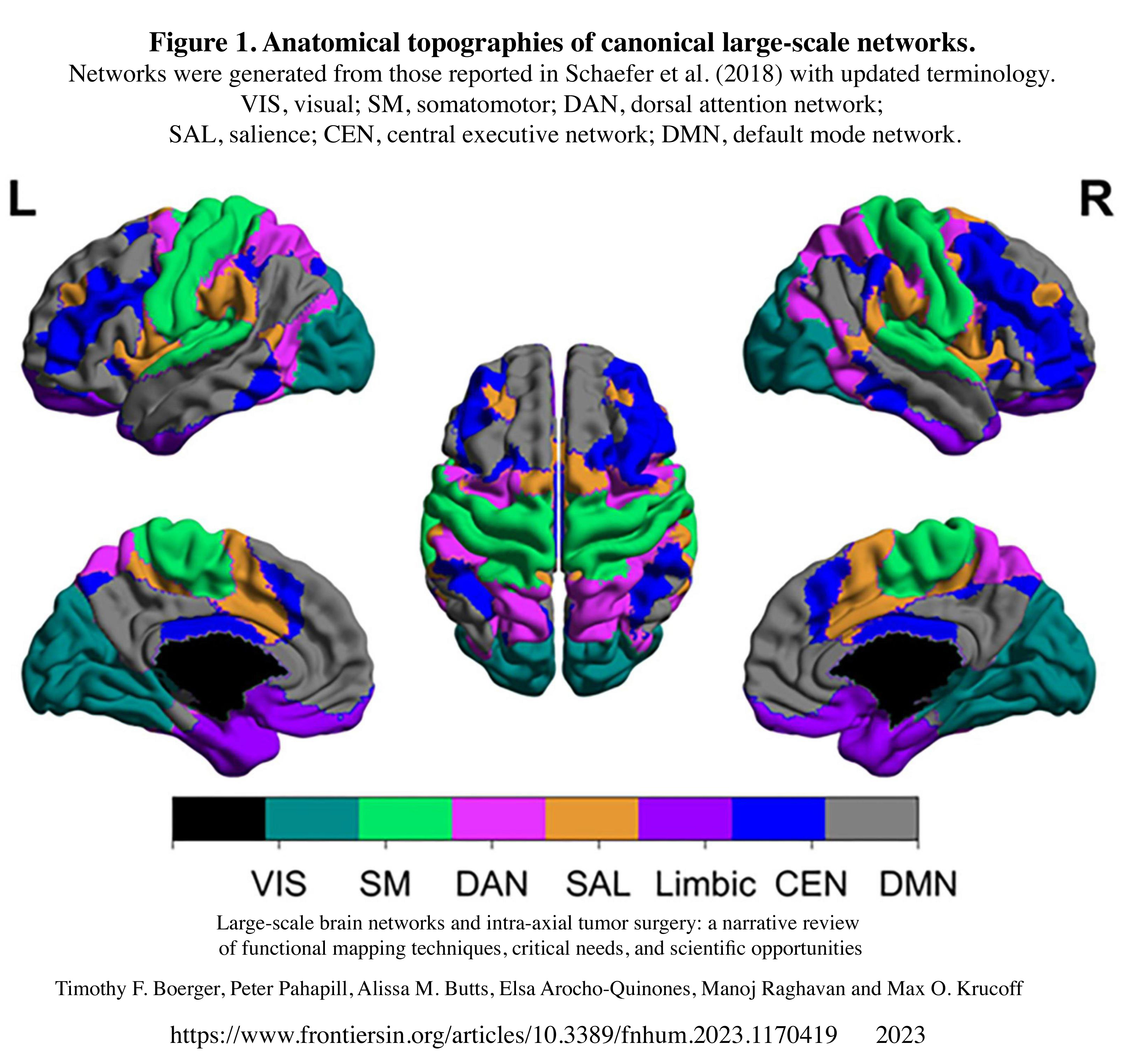
التضاريس التشريحية للشبكات واسعة النطاق القياسية

تختلف حالة المناطق الدماغية (المرتبطة ببعضها البعض عبر شبكة واسعة النطاق) باختلاف الوظيفة المعرفية، فعندما تكون الحالة المعرفية غير بائنة (أي أن الشخص في حالة "راحة")، فإن الشبكة الدماغية واسعة النطاق تأخذ وضع الراحة، وبالنظر إلى الشبكات الدماغية واسعة النطاق كما لو كانت نظام مادي له خصائص شبيهة بالرسم البياني فإننا يمكن أن نجد لها عقد وحواف، ولا يمكن تحديدها ببساطة من خلال التنشيط المشترك لمناطق الدماغ.
أصبح تحليل شبكات الدماغ واسعة النطاق ممكنًا في العقود الأخيرة من خلال التقدم في تقنيات التصوير، بالإضافة إلى الأدوات الجديدة لنظرية الرسم البياني والأنظمة الديناميكية، وتُحدد شبكات الدماغ واسعة النطاق من خلال وظيفتها، وتوفر إطارًا متماسكًا لفهم الإدراك من خلال تقديم نموذج عصبي عن كيفية ظهور الوظائف المعرفية المختلفة عندما تتحد مناطق دماغية مختلفة معًا كائتلافات (تكتلات) ذاتية التنظيم.
يختلف تحديد هذه الائتلافات (التكتلات) باختلاف المقاييس المستخدمة لتشغيل خوارزمية تحليل المكونات المستقلة، والتي يمكن أن تؤدي إلى عدد مختلف من الشبكات، حيث ادعت أحد النماذج أنه لا يوجد سوى شبكة الوضع الافتراضي والشبكة الإيجابية للمهمة، لكن معظم التحليلات الحالية تُظهر وجود العديد من الشبكات (انظر أسفل)
لوحظ أيضا وجود اضطراب في خوارزمية تحليل المكونات المستقلة لنشاط الشبكات المختلفة في بعض الأمراض النفسية والعصبية مثل الاكتئاب، الزهايمر، اضطراب طيف التوحد، الفصام،والاضطراب ثنائي القطب.

## الشبكات

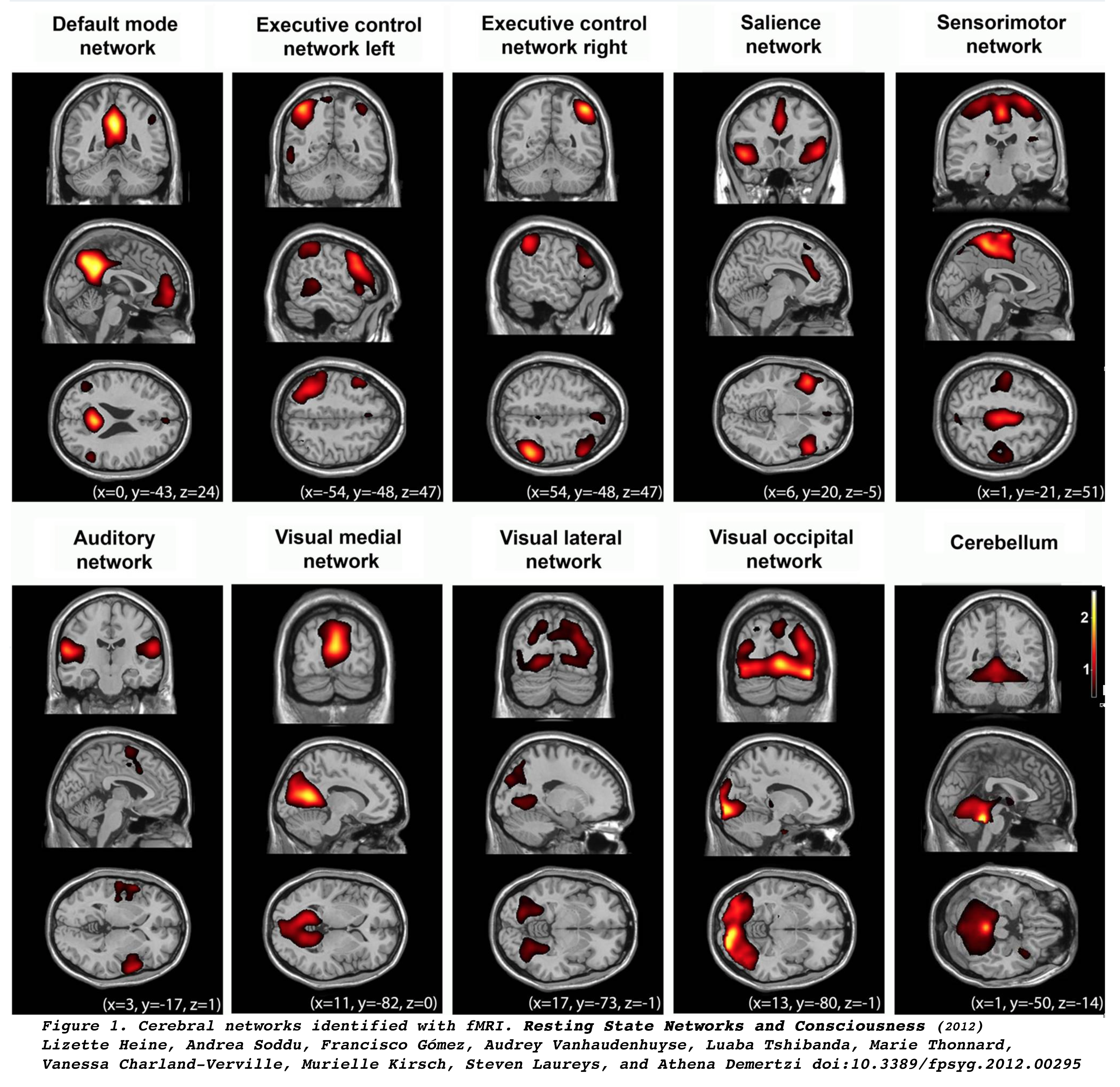
يُظهر المسح بالرنين المغناطيسي الوظيفي 10 شبكات دماغية واسعة النطاق.

أمكن تحديد الشبكات الست التالية من خلال ثلاث دراسات على الأقل.

### الوضع الافتراضي
تنشط شبكة الوضع الافتراضي عندما يكون الفرد مستيقظًا لكنه في حالة راحة، كما تنشط بشكل تفضيلي عندما يركز الشخص على مهمة موجهة نحو داخله مثل أحلام اليقظة وتصور المستقبل واسترجاع الذكريات ونظرية العقل، وترتبط ارتباطًا سلبيًا بأنظمة الدماغ التي تركز على الإشارات البصرية الخارجية، وتُعتبر هذه الشبكة هي أكثر الشبكات بحثًا.

### الانتباه الظهري
تشارك هذه الشبكة في الانتشار الإرادي للانتباه وإعادة توجيه الأحداث غير المتوقعة. وفيها يؤثر التلم داخل الفص الجداري والمجال الأمامي لرؤية العين على مناطق الرؤية في الدماغ. ويسمح هذا التأثير بتوجيه الانتباه.

### الانتباه البطني:[12][14][15][16][17]
ينشط في هذه الشبكة ثلاث مناطق دماغية وهي: القشرة البصرية والموصل الصدغي الجداري والقشرة الأمامية البطنية، وتستجيب هذه المناطق عندما تحدث محفزات ذات الصلة بالسلوك بشكل غير متوقع. كما قد يحدث تثبيط لهذه الشبكة أثناء الانتباه المركز الذي تُستخدم فيه المعالجة من أعلى لأسفل، مثل قيام المرء بالبحث بمجرد النظر عن شيء ما، وهذا بدوره يساهم في حماية الانتباه الموجه نحو الهدف من التشتيت بإشارات أخرى غير ذات صلة، وتنشط الشبكة مرة أخرى عند العثور على الهدف أو العثور على معلومات ذات الصلة به.

### التميز (البروز، الأهمية)
تتكون شبكة التميز من العديد من التراكيب الدماغية، منها الفص الجزيري والقشرة الحزامية الأمامية الظهرية، وثلاثة تراكيب تحت قشرية وهي الجسم المخطط البطني والمادة السوداء والمنطقة السقيفية البطنية. وتلعب هذه الشبكة دورا رئيسيا في رصد تميز الإشارات الخارجية وأحداث الدماغ الداخلية. بعبارة أخرى فهذه الشبكة تساعد في توجيه الانتباه عبر تحديد الأحداث البيولوجية والمعرفية الهامة.

### الجبهية الجدارية:[9][14][15][22]
تُنشأ هذه الشبكة التحكم المعرفي وتعدله، وتضم هذه الشبكة 18 منطقة فرعية من الدماغ. وهناك علاقة قوية بين نسبة الذكاء وتشارك هذه الشبكة مع الشبكات الأخرى.

### بصرية جانبية
وتُعتبر هذه الشبكة مهمة في الإشارات العاطفية المعقدة.
كما عُين عدد من شبكات الدماغ الأخرى: السمعية، الحركية، التنفيذية اليمنى، الوضع الافتراضي الخلفي، اليسار الأمامي الجداري، المخيخ، الانتباه المكاني، الانتباه، اللغة، التنفيذية اليسرى، شبكة الاستشعار الحركي، المحرك الجسدي، البصرية، الزمانية، الحوفية، الإدراكية البصرية، والصور المرئية.